# Haraldsholmen
Haraldsholmen, finska: Laitakari, är en ö i Finland. Den ligger i Bottenviken och i kommunen Karleby i den ekonomiska regionen  Karleby i landskapet Mellersta Österbotten, i den nordvästra delen av landet. Ön ligger nära Karleby och omkring 430 kilometer norr om Helsingfors.
Öns area är 33,2 hektar och dess största längd är 1,1 kilometer i sydöst-nordvästlig riktning. I omgivningarna runt Haraldsholmen växer i huvudsak blandskog.